# Junges Literaturforum Hessen-Thüringen
Das Junge Literaturforum Hessen-Thüringen ist ein länderübergreifender Literaturwettbewerb für den Schriftsteller-Nachwuchs. Der Wettbewerb wurde 1984 unter dem Namen Junges Literaturforum Hessen gegründet und wird seit 1994 mit dem thüringischen Wissenschaftsministerium gemeinsam veranstaltet.
Ausgeschrieben wird der Literaturpreis für 16- bis 25-jährige Autoren, die in Hessen oder Thüringen leben. Die zehn Hauptgewinner erhalten einen Förderpreis in Höhe von 500 Euro. Diese und fünf bis sechs weitere Gewinner können an einem Workshop mit Schriftstellern teilnehmen. Seit 2010 gibt es zusätzlich noch den hr2-Preis. Neben den Texten der Hauptgewinner und Workshopteilnehmer wird eine Auswahl weiterer Wettbewerbstexte in der Anthologie Nagelprobe veröffentlicht. Von 1985 bis 1999 erschien diese im Suhrkamp Verlag (Nagelprobe 1 bis 16), seit 2000 im allitera Verlag.
Das  Hessische Literaturforum im Mousonturm e. V. betreut die Teilnehmer des Wettbewerbs und organisiert im Auftrag des Landes Hessen die Durchführung sämtlicher Veranstaltungen im Zusammenhang mit dem Wettbewerb. Zudem bietet es den Autoren eine Veröffentlichungsplattform in Gestalt der Zeitschrift L. Der Literaturbote.

## Bekannte Preisträger
- Daniela Danz (1997, 2000, 2001)
- Nadja Einzmann mit Polnischer Mädchenreigen (1998)
- Orkun Ertener mit Ein Kriegsgericht (1991)
- Christian Filips (1998, 1999, 2000)
- Friedrich Herrmann (2015)
- Thomas Hettche mit Der Besuch des Dichters (1987)
- Ricarda Junge (1998, 1999)
- Stefanie Menzinger mit Miniaturen I (1988)
- Peter Neumann (2008, 2009)
- Jan Volker Röhnert (2002)
- Christian Rosenau (2005, 2006)
- Nils Seethaler (1999)
- Annika Scheffel (2007)